# Kue lapis

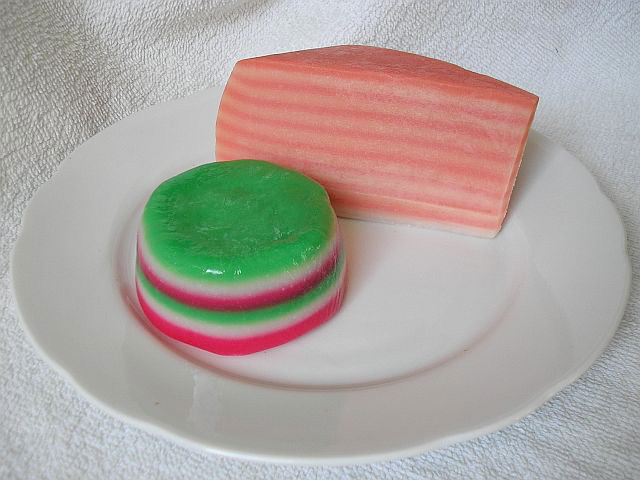
Twee varianten van kue lapis

Kue lapis of kwee lapis (kue (spelling sinds 1972), kwee of koeé is Indonesisch voor 'koek', 'gebak' of 'taart'; lapis is Indonesisch voor 'laag' of 'laagje') is een Indonesische zoete lekkernij, vervaardigd van een gestoomd beslag van santen en tapioca (cassavemeel) of rijstmeel, waarmee het een beetje het midden houdt tussen koek en pudding. De benaming kue (糕) komt oorspronkelijk uit de Chinese Min Nan-talen. Het gerecht is ook populair in Maleisië, Singapore en Thailand.
Het gerecht bestaat uit laagjes in twee of meer afwisselende kleuren. De gebruikelijkste varianten bevatten ongekleurde witte lagen en groene laagjes (met pandan) en/of roze laagjes (met rozensiroop). Bij de bereiding begint men doorgaans met een ongekleurde laag die in de vorm gegoten wordt (een ovenschaal of springvorm bijvoorbeeld) en gaar gestoomd, waarna een gekleurde laag erop wordt gegoten (gescheiden met wat olie) en ook weer wordt gaar gestoomd enzovoorts.
Als met erg dunne laagjes gewerkt wordt, heeft het eindproduct wel wat weg van de Indische spekkoek, maar die wordt bereid met andere ingrediënten niet gestoomd, maar gebakken.